# 田野町あけぼの
田野町あけぼの（たのちょうあけぼの）とは、宮崎県宮崎市内の地名。田野地域自治区に属している。郵便番号は889-1703。田野町あけぼの1丁目-4丁目を設置するが、住居表示非実施地区である。

## 地理
宮崎市南西部、旧田野町域の中心部南側に位置する住宅街である。2005年に田野町甲から独立して設置された。

## 世帯数と人口
2023年（令和5年）7月1日現在の世帯数と人口は以下の通りである。
| 町丁                | 世帯数  | 人口  |
| ------------------- | ------- | ----- |
| 田野町あけぼの1丁目 | 68世帯  | 176人 |
| 田野町あけぼの2丁目 | 80世帯  | 227人 |
| 田野町あけぼの3丁目 | 133世帯 | 370人 |
| 田野町あけぼの4丁目 | 52世帯  | 160人 |

## 小・中学校の学区
市立小・中学校に通う場合、学区は以下の通りとなる。
| 町名           | 小学校             | 中学校             |
| -------------- | ------------------ | ------------------ |
| 田野町あけぼの | 宮崎市立田野小学校 | 宮崎市立田野中学校 |

## 交通
宮交グループの運営するバスが営業している。

### 道路
- 国道269号
- 宮崎県道343号鰐塚山田野停車場線